# Pequeri
Pequeri este un oraș în Minas Gerais (MG), Brazilia.